# Cycle de la guerre
La théorie d'un cycle de la guerre soutient l'idée que les guerres se produisent en cycles temporels répétitifs, à la manière du cycle des saisons.
Un cycle de guerre peut aussi être un cycle qui amplifie les violences et guerres à certains cycles temporels répétitifs. Cette amplification peut soit déclencher une guerre soit provoquer une escalade d'une guerre préexistante.

## Les cycles de la guerre
L'un des documents pionniers dans ce domaine fut l'étude d'Edward R Dewey (en) et Quincy Wright (en) A Study of War ('Une étude de la guerre') qui ajouta de la crédibilité à la théorie du cycle de la guerre, jusque-là limitée à des études sans fondements réels et aux croyances paranormales. L'émergence des algorithmes informatiques a également fait apparaître une redondance dans l'apparition des guerres.
En France, la périodicité des guerres a été légitimée par Gaston Bouthoul et son Traité de Polémologie (Sociologie des guerres). Les hypothèses de Gaston Bouthoul émises dans les années 1950 furent confirmées par le Cycle des Guerres de Jean-Baptiste Renard.

## Le déclenchement d'un conflit ou point d'inflexion
D'après le jugement rendu pendant les procès de Nuremberg, la guerre d'agression est le crime suprême et il y a peu d'autres problèmes relatifs aux sciences sociales qui soit plus intéressant que l'étude du processus de décision qui conduit une personne, ou un groupe de personnes, à décider qu'un autre groupe de personnes doit mourir ou subir la guerre (ex : le rejet de la responsabilité des gardiens des camps d'extermination sur leur supérieurs ou comment Hitler a engagé l'Allemagne et son peuple dans une guerre totale). Les historiens ont débattu pendant des décennies sur ce processus sans parvenir à un consensus, tout en sachant que la guerre est un phénomène complexe prenant en compte plusieurs paramètres.
Le fait de déclencher une guerre marque un point d'inflexion sur le cycle guerre-paix et la décision de cesser les hostilités marque la fin d'un cycle de guerre. Des études comparatives des cycles de la guerre peuvent contribuer à l'explication des différentes facettes de ce processus de décision.
Le déclenchement d'une guerre est un événement essentiel pour démontrer la périodicité des guerres. Se référer au Traité de Polémogie de Gaston Bouthoul

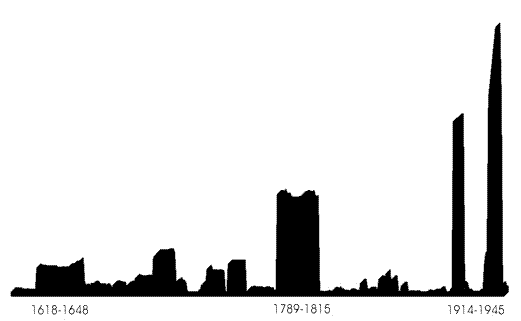
Fig. 1. Fréquence et intensité des guerres en Occident (1600-1945). La période 1618-1648 correspond à la guerre de Trente Ans, la période 1789-1815 correspond aux guerres de la Révolution française et napoléoniennes et les deux pics situés entre 1914-1945 correspondent aux deux guerres mondiales

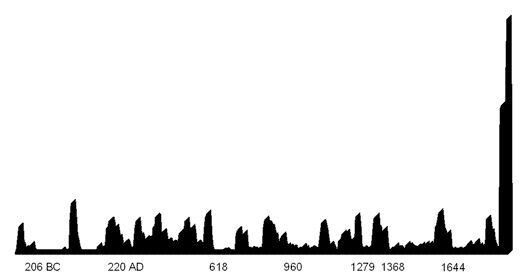
Fig. 2. Fréquence et intensité des guerres en Chine (200 av. J.-C.-1945)

## Études comparatives
Les études quantitatives du caractère belliqueux des civilisations occidentale et orientale ont été réalisées en premier lieu par Lewis Fry Richardson. La conclusion de ses études ont montré que « les religions orientales, confucianisme-taoïsme-bouddhisme, semblent être des religions plus pacifiques […] » et qu’« il semble probable que la paix relative à la Chine avant 1911 fut le résultat d'un enseignement, et en particulier, l'enseignement du confucianisme ».
Les recherches de Richardson se sont fondées sur la collecte des données s'étalant sur, à peu près, un siècle. David J. Krus, Edward A. Nelsen & James M. Webb (1998) ont allongé cette étude sur trois siècles pour la civilisation occidentale et jusqu'à 17 siècles pour la civilisation orientale.
La période allant de 220 à 618 correspond à une période sans pouvoir central allant de la chute de la dynastie Han postérieure jusqu'à l'avènement de la dynastie Tang,lorsque les enseignements de Confucius furent abandonnés. Krus (1998) conclut que « dans la civilisation chinoise, lorsque la philosophie confucéenne était dominante, la paix durait de façon significative et plus longtemps qu'en Occident. Quand le confucianisme fut abandonné, la fréquence des guerres rejoignit celle observée dans les pays occidentaux ».

## Éthiques religieuses
L'éthique pacifique de la civilisation occidentale repose sur l'enseignement de l'éthique au niveau des religions monothéistes. Ces croyances religieuses sont assez efficaces pour empêcher le développement de la violence au niveau individuel mais peu efficaces pour empêcher la violence sur un plan collectif (au niveau d'une nation par exemple).
Les résultats de l'étude comparative des cycles de la guerre soutient les observations de Lewis Fry Richardson quant au maintien de la paix en Chine avant 1911. Richarson pose ainsi la question : « Si la Chine peut être pacifiée par l'enseignement de l'éthique pacifique du confucianisme, pourquoi pas le monde entier ? »
L'expérience d'une partie de l'humanité sur un intervalle d'un millénaire montre qu'une civilisation pacifique peut exister sans adhérer aux préceptes d'une religion monothéiste et qu'un système d'éthique séculier est un des facteurs qui font baisser la probabilité de décider du déclenchement d'une guerre. [réf. nécessaire]

### Sources de base
- (en) McMaster, Jr., R. E. (1978). Cycles of War: The next six years.
- (en) Krus, D.J., Nelsen, E.A. & Webb, J.M. (1998) Recurrence of war in classical East and West civilizations. Psychological Reports, 83, 139-143 Recurrence of war in classical East and West Civilizations
- (en + de) Krus, D. J. & Webb, J. M. (2001) Fur oder gegen ein militarisches Eingreifen: Ist die Einstellung zum Krieg eine Variable der Gesinnung oder des sitationsbedingten Gemutszustands? Zeitschrift fur Sozialpsychologie und Gruppendynamik  in Wirtschaft und Gesellschaft. 26.Jg. Heft 2, 3-8 Anglais Allemand
- (en) Richardson, L.F. (1960) Statistics of deadly quarrels. Pacific Grove, CA: Boxwood Press.
- (en) Wright, Q. (1965) A study of war. (2nd ed.). Chicago: University of Chicago Press.

### Sources additionnelles
- (en) Dewey, E.R. (1951) The 57-year cycle in international conflict. Cycles, 2, 1, 4-6.
- (en) Dewey, E.R. (1952) The 142-year cycle in war. Cycles. 3, 6, 201-204.
- (en) Dewey, E.R. (1967) Systematic Reconnaissance of Cycles in War. Cycles, January 1967. (Request reprint).
- (en) Ellis, M.H. (1997) Unholy alliance: religion and atrocity in our time. Minneapolis: Fortress Press.
- (en) Korotayev, A., Malkov, A., & Khaltourina, D. (2006) Introduction to Social Macrodynamics: Secular Cycles and Millennial Trends. Moscow: URSS sur le Site de URSS.ru.
- (en) Korotayev, A. & Khaltourina D. (2006) Introduction to Social Macrodynamics: Secular Cycles and Millennial Trends in Africa. Moscow: URSS sur le Site de URSS.ru .
- (en) Krus, D. J. & Blackman, H. S. (1980) Time scale factor as related to theories of societal change. Psychological Reports, 46, 95-102. (Request reprint).
- (en) Krus, D.J., & Ko, H.O. (1983) Algorithm for autocorrelation analysis of secular trends. Educational and Psychological Measurement, 43, 821-828. (Request reprint).